# Jarmo Savolainen

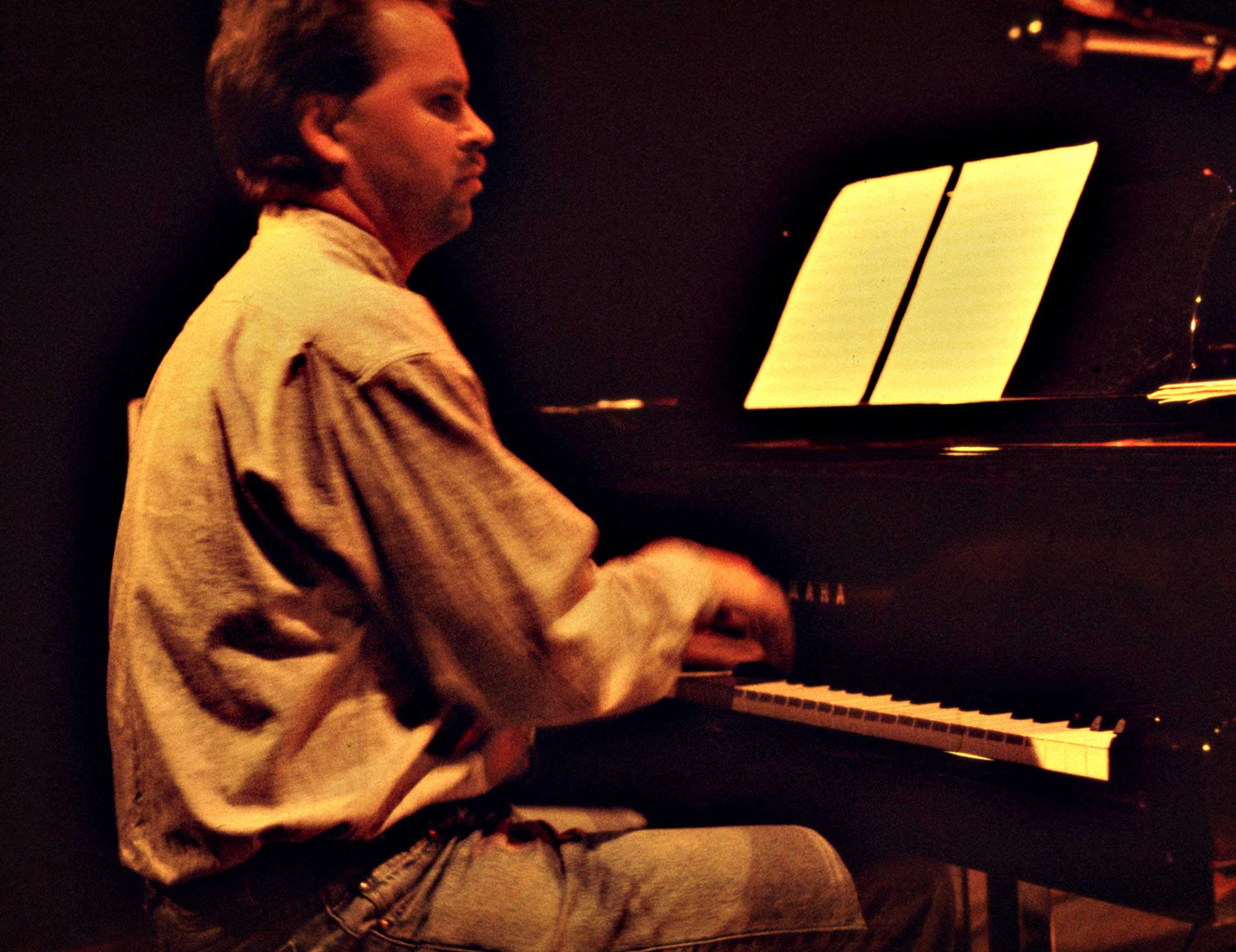
Jarmo Savolainen

Jarmo Savolainen (* 24. Mai 1961 in Iisalmi; † 11. Juni 2009 in Helsinki) war ein finnischer Jazzpianist und Komponist.

## Leben und Wirken
Savolainen studierte klassisches Klavier und wechselte erst während seines Studiums am Berklee College of Music (ab 1980) zum Jazz. Während dieser Zeit hatte er Gelegenheit, mit Musikern wie dem Saxophonisten Rick Margitza und dem Trompeter Wallace Roney zu arbeiten.
1998 veröffentlichte er das Album John's Sons im Trio mit dem Bassisten Ulf Krokfors und dem Schlagzeuger Markku Ounaskari. Für das Album Grand Style (2000) erweiterte er die Formation und den Trompeter Eric Vloeimans.
Als Sideman wirkte Savolainen an mehr als fünfzig Alben mit, unter anderem mit dem Saxophonisten Eero Koivistoinen und dem Pianisten Jukka Linkola. Von 1983 bis 1986 war er Mitglied der Jukkis Uotila Band, von 1987 bis 1992 der Pekka Pohjola Band. Häufig arbeitete er auch mit dem UMO Jazz Orchestra und der Espoo Big Band sowie den Gruppen Roommushklahn und Suhkan Uhka zusammen.
Savolainen komponierte Jazzstücke für verschiedene Besetzungen vom Soloklavier bis zur Bigband, außerdem auch Schauspiel-, Tanz-, Fernseh- und Filmmusiken. 1994 wurde er mit dem Georgie Award der Finnischen Jazz-Föderation ausgezeichnet.
Savolainen verstarb am 11. Juni 2009 in Helsinki an den Folgen einer Krankheit.

## Diskographie
unter eigenem Namen
- Jarmo Savolainen Nonet, 1985
- Blue Dreams, 1987
- Loru mit Make Lievonen, 1988
- Phases mit Seppo Kantonen, 1989
- Songs for Solo Piano, 1990
- First Sight mit Wallace Roney, Rick Margitza, Ron McClure, Billy Hart, 1992
- True Image mit Dave Liebman, Sonny Heinilä, Tim Hagans, Ron McClure, Billy Hart, 1995
- Another Story mit Tim Hagans, Sonny Heinilä, Anders Jormin, Markku Ounaskari, 1997
- John's Sons mit Uffe Krokfors, Markku Ounaskari, 1998
- Grand Style mit Uffe Krokfors, Markku Ounaskari, Eric Vloeimans, 2000
- Times Like These mit Uffe Krokfors, Markku Ounaskari, Eric Vloeimans, 2002
- Soloduotrio mit Sonny Heinilä, Maria Ylipää, 2004
- Songs for Trio mit Uffe Krokfors, Markku Ounaskari, 2006

## Lexikalischer Eintrag
- Ian Carr, Digby Fairweather, Brian Priestley The Rough Guide to Jazz. London 2004 (3. Auflage)